# Institut für Parlamentarismus und Demokratiefragen
Das  Institut für Parlamentarismus und Demokratiefragen ist eine wissenschaftliche und zugleich praxisorientierte Einrichtung mit Sitz im Parlamentsklub der Österreichischen Volkspartei im Österreichischen Parlament.

## Zielsetzung
Zielsetzung des Instituts ist es, Begriffe wie Parlamentarismus und Demokratie durch Publikationen und Diskussionen zu verlebendigen und Interessierten näherzubringen.

## Gründung und Struktur
Das Institut für Parlamentarismus und Demokratiefragen wurde im Februar 2009 von Werner Zögernitz, ehemaliger Parlamentsklubdirektor der ÖVP-Fraktion und erster Präsident des Instituts, und Karlheinz Kopf, Klubobmann der ÖVP, gegründet.

## Schwerpunkte
Ziel des Instituts ist es, wissenschaftliches und praktisches Know-how zu verknüpfen. Präsident ist Werner Zögernitz, der seit Anfang der 70er Jahre aufgrund seiner beruflichen Tätigkeit mit parlamentarischen Abläufen sowohl bei der Entstehung von Gesetzen im Ministerrat als auch bei der parlamentarischen Behandlung in den Ausschüssen und im Plenum des National – und des Bundesrates bestens vertraut ist. Als Co-Autor (mit Konrad Atzwanger) der zwei Standardwerke des österreichischen Parlamentarismus, den Kommentaren zur Geschäftsordnung des Nationalrates und des Bundesrates, gilt er ferner als anerkannter Experte in allen Fragen der Geschäftsordnung und des Parlamentarismus. Eine wichtige Aufgabe sieht das Institut darin, das komplexe und schwer durchschaubare Gesetzgebungsverfahren sowie die parlamentarischen Abläufe Interessierten leicht verständlich näherzubringen. Gleichzeitig soll das Institut im Rahmen seiner Möglichkeiten als Servicestelle für Experten, Parlamentarier, Journalisten, Beamte etc. dienen.

## Das Institut hat folgende Arbeitsbereiche
- Allgemeine Geschäftsordnungsfragen und Reformen der Geschäftsordnung des österreichischen National- und Bundesrates
- Ausgewählte Verfassungs- und Demokratiefragen
- Behandlung von EU-Fragen im österreichischen Parlament
- Parlamentarische Immunität
- Parlamentarische Untersuchungsausschüsse
- Vergleichende Fallstudien betreffend nationale Parlamente in demokratischen Ländern
- Geschichte des Parlamentarismus
- Rolle der Medien im Zusammenhang mit dem Parlamentarismus
- Wahlen und Parteien

Weitere Schwerpunkte des Instituts bilden die Forschungsarbeit für Publikationen und der Meinungsaustausch mit Fachleuten in anderen demokratischen Parlamenten. Das Institut soll auch eine Plattform für Diskussionen über aktuelle Themen darstellen.